# Jupiter (família de coets)
|  | Per a altres significats, vegeu «Jupiter (coet)». |

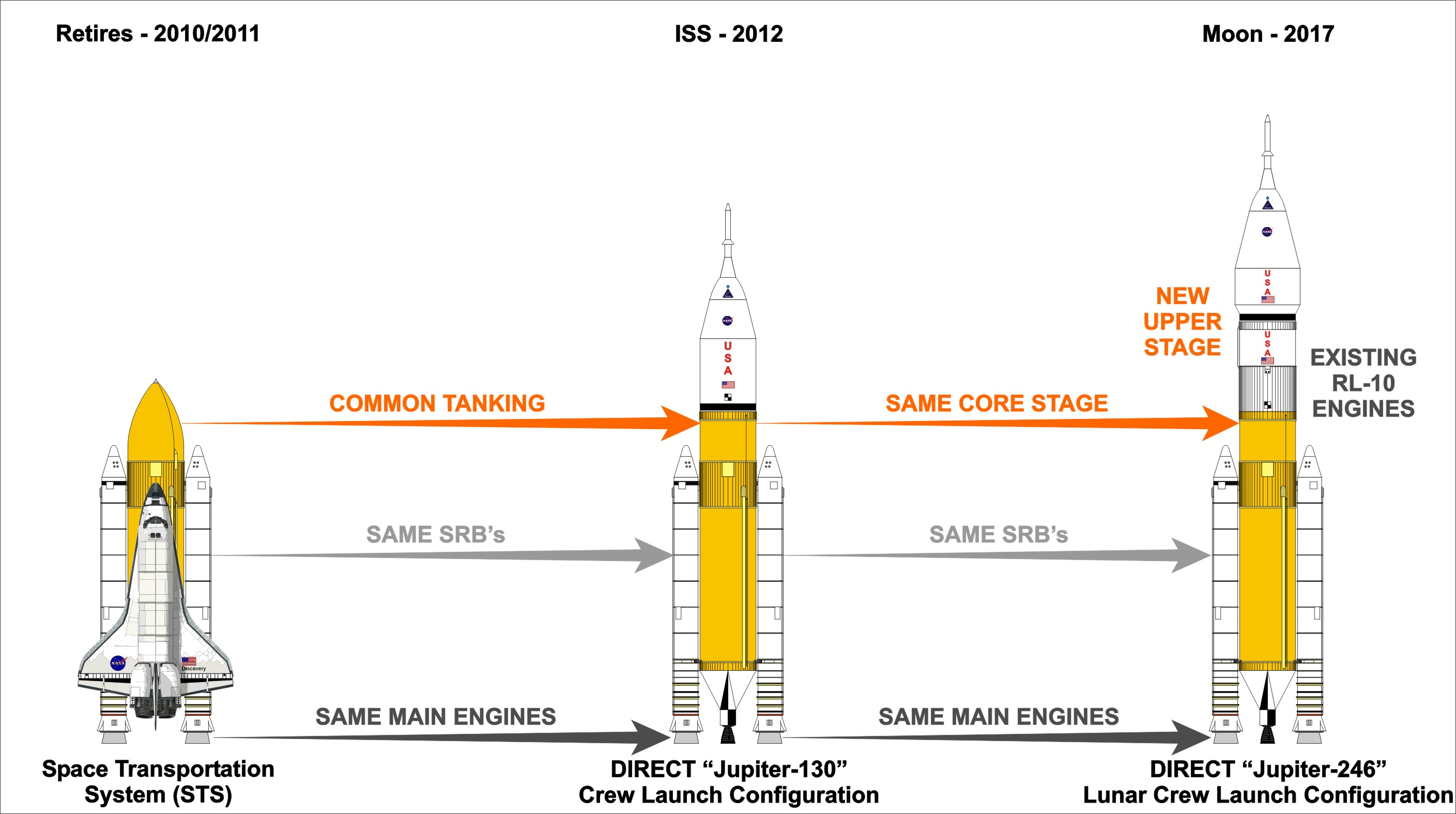
El tram principal del Jupiter utilitza molts components del transbordador espacial.

La família de coets Jupiter és part de l'arquitectura d'exploració espacial amb un vehicle de llançament derivat del transbordador espacial DIRECT. DIRECT s'erigeix com una alternativa als coets Ares I i Ares V, que estan sent desenvolupats pel Projecte Constellation de la NASA. Aquesta família de coets està dissenyada per reutilitzar tants materials i instal·lacions del programa del transbordador espacial com sigui possible.

## Proposta DIRECT

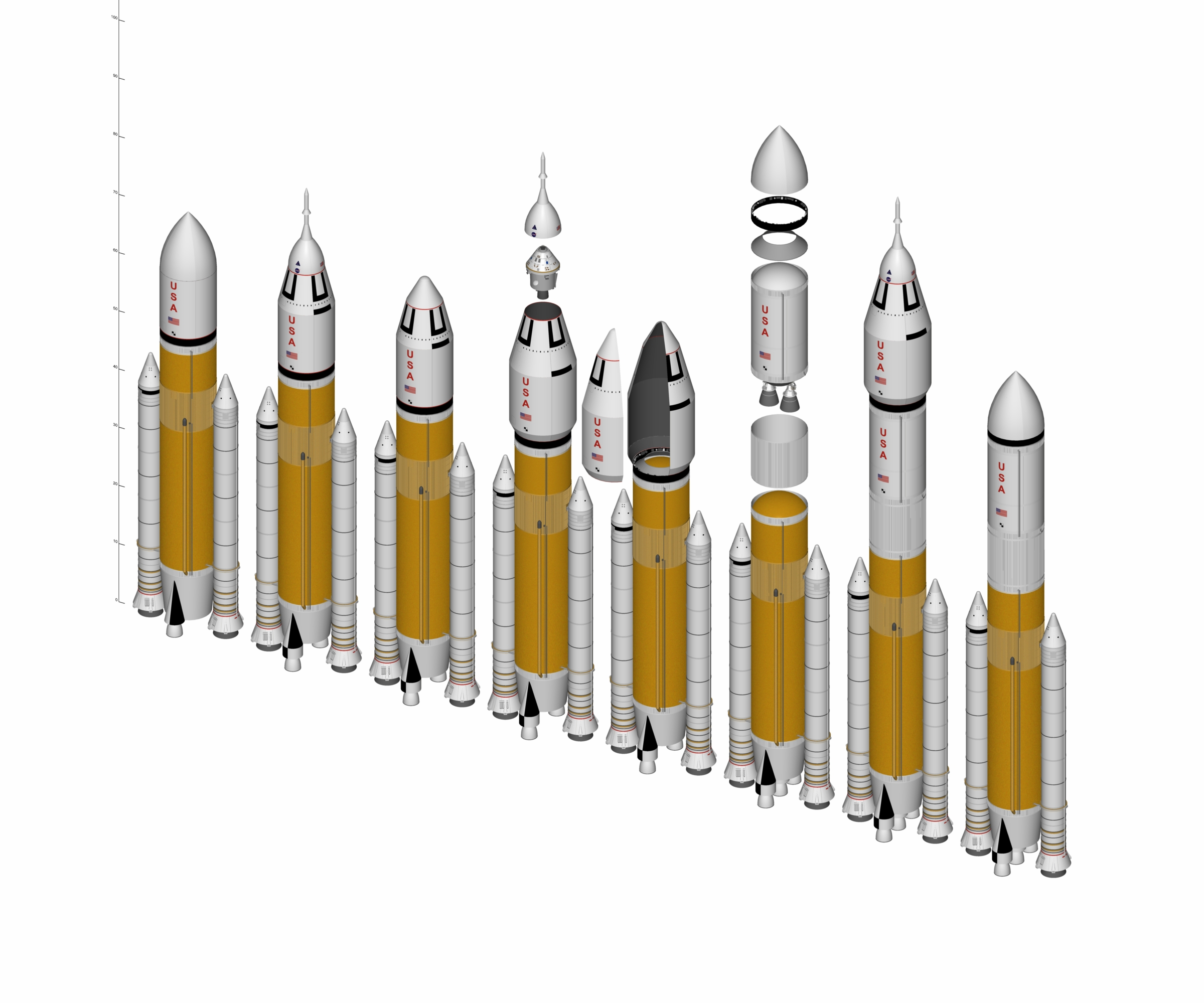
Diverses configuracions Jupiter proposades, incloent-hi variants per càrrega i tripulades.

Els Jupiter foren dissenyats per ser una família de coets amb molta comunalitat molt similar als sistemes existents del transbordador espacial. Cada vehicle de llançament Jupiter utilitzaria un «tram principal comú» compost d'una estructura de tanc molt semblant al tanc extern del transbordador espacial ja existent, amb un parell de coets acceleradors sòlids (SRB) de quatre segments muntats als costats, com en el transbordador espacial. Fins a quatre motors principals del transbordador espacial (SSME) de l'orbitador serien acoblats a la part inferior del tanc, i després caurien de l'òrbita i s'incinerarien a l'atmosfera terrestre juntament amb el tanc ja descartat. Per aixecar càrregues molt pesants, s'afegiria un tram superior Jupiter (JUS) a dalt de l'estructura del tanc. En les missions extraplanetàries, el JUS tindria un paper similar al de l'Earth Departure Stage planejat per l'Ares V. DIRECT ha elegit expressament components ja existents pels seus vehicles de llançament, però argumenta que podrien incorporar millores com ara l'SRB de cinc segments, més potent, o el motor de tram superior J-2X que actualment està sent desenvolupat pel Projecte Constellation, si finalment entressin en servei.
La tripulació viatjaria a dalt del vehicle de llançament a la nau Orion de la NASA, amb el Launch Abort System. La càrrega útil, que aniria o bé a sota l'Orion o bé tota sola en un llançament que només portés càrrega, seria envoltada per un carenat de càrrega.

## Variants
Són possibles moltes configuracions Jupiter, però la proposta de la versió 3.0 de DIRECT, presentada el maig del 2009, en recomana dues: el Jupiter-130 i el Jupiter-246, amb una presumpta capacitat de càrrega de més de 60 o 90 tones a òrbita terrestre baixa, respectivament.

### Jupiter-130

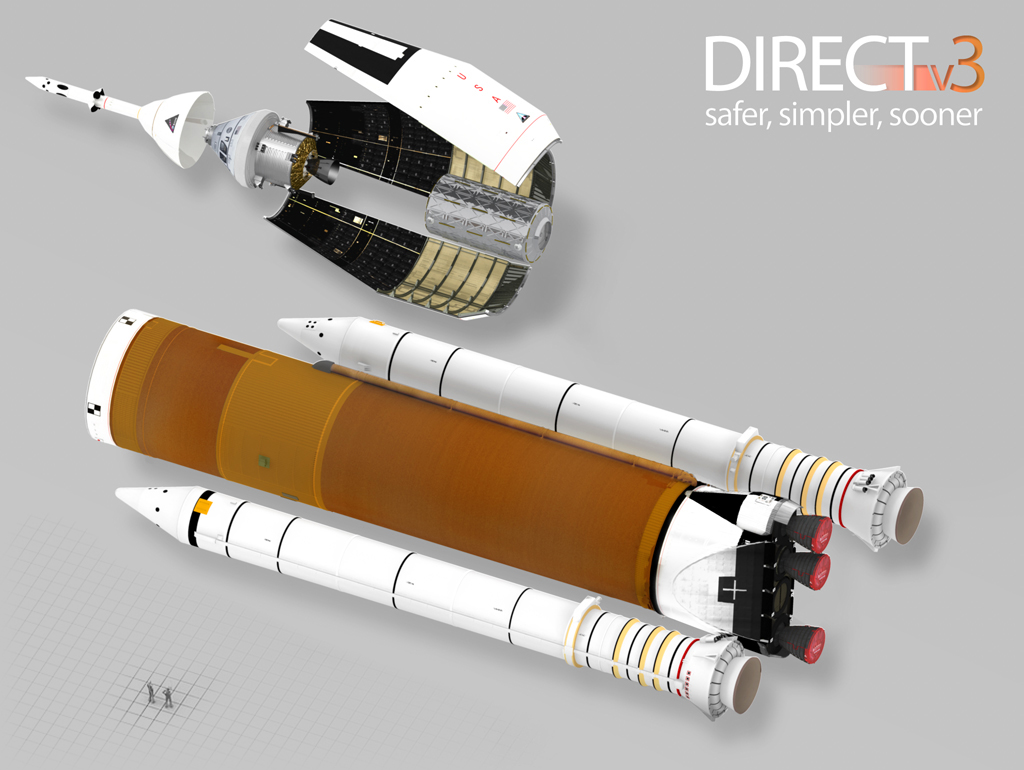
Diagrama en explosió de la configuració Jupiter-130

DIRECT suggereix que el coet més petit, el Jupiter-130, sigui la primera configuració desenvolupada, amb l'objectiu d'entrar en servei en els quatre anys següents al començament del programa de desenvolupament. El Jupiter-130 es compondria de només el tram central Jupiter, amb un SSME menys i un carenat de càrrega a sobre. Les tres xifres de «130» es refereixen a 1 tram central criogènic, 3 motors principals i 0 motors de tram superior. Els llançaments inicials canviarien les tripulacions i durien càrrega a l'Estació Espacial Internacional, un paper que, després de la retirada del transbordador espacial, només acompliran els coets Soiuz.
Els càlculs de DIRECT indiquen que el Jupiter-130 hauria de ser capaç de dur entre 60 t i més de 70 t de càrrega o càrrega i tripulants a una sèrie d'òrbites terrestres baixes inclinades circulars i el·líptiques. Si se'n resta la massa de la nau Orion proposada i la seva tripulació (18-22 t segons la missió), el que queda és superior a la capacitat de càrrega del transbordador espacial (aproximadament 25 tones) i la manca de capacitat de l'Ares I a banda de la nau Orion.

#### Jupiter-246
El Jupiter-246 utilitzaria quatre motors principals del transbordador espacial (SSME) al tram central comú i portaria un tram superior, denominat informalment Jupiter Upper Stage (JUS). El Jupiter-246 utilitzaria sis motors RL10B-2 al tram superior. Les tres xifres de «246» es refereixen a 2 trams criogènics, quatre motors principals i sis motors de tram superior. La funció principal del Jupiter-246 seria transportar càrregues més pesants, així com la tripulació i el material per les missions lunars.

##### Jupiter Upper Stage
Com que el Jupiter-246 utilitza quatre SSME en un tram central dissenyat originalment per tres motors, el propergol del tram central s'esgota abans d'arribar a l'òrbita terrestre baixa, i s'utilitza un tram superior d'alta capacitat per dur la càrrega a l'òrbita. Llançat amb una càrrega parcial de propel·lent al tram superior de 75 t, un Jupiter-246 podria dur més de 84 t de tripulació i càrrega a una òrbita circular de 241 km i de 29° d'inclinació. Llançat sense tripulació ni càrrega, aquestes 75 t de propel·lent poden dur 100 t addicionals de propel·lent a la mateixa òrbita. Per aquest motiu, la capacitat total del JUS és d'aproximadament 175 t. En les missions lunars en què el JUS serveix de tram de sortida de la Terra, es llançaria una càrrega completa de 175 t, de les quals es consumirien 75 t per arribar a l'òrbita terrestre baixa, deixant 100 t per la crema de sortida de la Terra.